# 490-е годы до н. э.
490-е (четы́реста девяно́стые) го́ды до на́шей э́ры по пролептическому юлианскому календарю — промежуток времени с 1 января 499 года до н. э. по 31 декабря 490 года до н. э., включающий с 499 по 491 годы 1-го десятилетия  и 490 год 2-го десятилетия V века 1-го тысячелетия до н. э. Им предшествовали 500-е годы до н. э., за ними следовали 480-е годы до н. э. Они закончились 2515 лет назад.

## Важнейшие события
- Борьба Рима с племенами вольсков.
- Начало V века — карфагеняне потерпели поражение от сицилийских греков.
- 498 год до н. э. — начало Греко-персидских войн.
- 494 год до н. э. — персидский флот из 600 кораблей, блокировавший Милет под командованием Артаферна, и объединённая эскадра из 353 хиосских, лесбосских и самосских кораблей, попытались снять с Милета осаду. Но, подкупленные персами, многие корабли ушли, отказавшись сражаться. Греки потерпели сокрушительное поражение. Особой отвагой отличились хиосцы.

### 490 до н. э.
- Консулы Квинт Сульпиций Камерин Корнут и Спурий Ларций Флав. (по Т. Ливию: консулы не названы).
- 490/89 — Афинский архонт-эпоним Фенипп.
- Вторжение персов в Аттику. Марафонская битва — греческие войска под командованием Мильтиада одерживают победу над персами.
- Греческие города Малой Азии объявляют себя независимыми. Волнения в Вавилонии. Восстания в Египте и Нубии.
- Демарат покинул Спарту, отправился в Персию, где был с великим почётом принят Дарием.
- 490 — Пиф.6 (Антилох) — Ксенократу Акрагантскому и Пиф.12 (Горгона) — Мидасу Акрагантскому — первые оды Пиндара в честь сицилийцев.
- В Афинах начинают возводить храм Афине Девственнице

### 491 до н. э.
- 491 — Консулы Марк Минуций Авгурин (2-й раз) и Авл Семпроний Атратин (2-й раз)[1].
- 491—478 — Тиран Гелы, затем Сиракуз Гелон (ок.540-478), офицер в армии Гиппократа. Союз с тираном Акраганта Фероном.
- 491/0 — Афинский архонт-эпоним Гибрилид.
- 491 — Клеомен отплыл на Эгину, чтобы наказать сторонников персов. Демарат стал клеветать на Клеомена. Клеомен вступил в сговор с Леотихидом II. Леотихид II под клятвой обвинил Демарата в том, что он не сын Аристона. Клеомен привлёк на свою сторону Кобона из Дельф. Пифия подтвердила, что Демарат — не сын Аристона. Демарат низложен.
- 491—469 — Царь Спарты из рода Эврипонтидов Левтихид (ум. ок. 468).
- 491 — Леотихид II и Клеомен отплыли на Эгину, где взяли 10 заложников и отдали их афинянам. Клеомен в страхе перед спартанцами бежал в Фессалию, а затем возбудил аркадцев против Спарты. Спартанцы вынуждены были возвратить его. Но Клеомен сошёл с ума и покончил с собой.
- 491—480 — Царь Спарты Леонид I из рода Агидов.
- 491 — Эгинцы отправили вестников в Спарту с жалобой на Левтихида. Спартанцы заявили, что заложников нужно вернуть. Левтихид поехал в Афины, но те не отдали ему заложников.
- 491—459 — Царь Магадхи Аджаташатру. После упорной многолетней борьбы побеждает Кошалу и подчиняет Вриджи. Первый буддийский собор.
- 491 — 4-й год по эре правления луского князя Ай-гуна[2].

## Родились
- Софокл — афинский драматург, трагик.
- Перикл — афинский государственный деятель.